# Романешти (Тимиш)
Романешти или  Руминешт (рум. Românești) је насеље у општини Томешти, жупанија Тимиш, у Румунији.

## Историја
Када је 1797. године пописан православни клир Темишварске епархије, у месту Руминешт записан је један свештеник. Био је то православни парох поп Георгије Поповић (рукоп. 1768), који је знао само румунски језик. Као парохијска филијала уз само насеље је био тада засеок Гојзешт. То више није засебно насеље, већ је данас саставни део (преграђе) савременог места Романешти. У Гојзештију је живео српски племић Петар Стојановић.